# Шугремшор

Шугремшор — река в России, протекает в Гайнском районе Пермского края.

## География
Берёт начало примерно в 2,2 км от границы с республикой Коми. Течёт главным образом в юго-восточном направлении.
Устье реки находится в 5,3 км по левому берегу реки Шугрем. Длина реки составляет 10 км.

## Данные водного реестра
По данным государственного водного реестра России относится к Камскому бассейновому округу, водохозяйственный участок реки — Кама от истока до водомерного поста у села Бондюг, речной подбассейн реки — бассейны притоков Камы до впадения Белой. Речной бассейн реки — Кама.
По данным геоинформационной системы водохозяйственного районирования территории РФ, подготовленной Федеральным агентством водных ресурсов:
- Код водного объекта в государственном водном реестре — 10010100112111100002072
- Код по гидрологической изученности (ГИ) — 111100207
- Код бассейна — 10.01.01.001
- Номер тома по ГИ — 11
- Выпуск по ГИ — 1